# シンセミア
『シンセミア』は、2003年（平成15年）に朝日新聞社から刊行された阿部和重の上下2巻にわたる長篇小説。2004年に、第15回伊藤整文学賞小説部門、第58回毎日出版文化賞第1部門を受賞。阿部和重の代表作のひとつとされる。
阿部和重の出身地である山形県東根市神町を舞台に、町と一族の歴史を描いた物語であり、50人を超える登場人物が交差する群像劇である。1999年から〈アサヒグラフ〉で連載を開始し、その後、〈アサヒグラフ〉が休刊したため〈小説トリッパー〉に移り、4年かけて完成させた。この小説は神町を舞台とした『ニッポニアニッポン』、芥川賞受賞作である『グランド・フィナーレ』と連なる『神町サーガ』の中心的物語である。
ガルシア・マルケスの『百年の孤独』や、ウィリアム・フォークナーのヨクナパトーファサーガの影響も指摘され、書評家によっては大江健三郎や中上健次などの大家の作品とも並び称されることもある。評論家や作家からの評価も非常に高く、特に高橋源一郎や蓮實重彦などは「超がつくほどの傑作」と手放しで評価している。

## ストーリー
戦後進駐軍に取り入り、町の経済を牛耳ってきた「パンの田宮」創業者一族で町の名士である田宮家と、田宮家とともに町を地下経済から牛耳ってきたヤクザである麻生家。その後継者達や、産廃処分場設置に反対する市議。高校教師。ロリコンの不良警官。町中に盗撮カメラを設置しスパイ活動する盗撮集団など、神町を舞台に様々な人間の欲望が交差する。